# Прапор Гусинки
Пра́пор Гуси́нки — один з офіційних символів села Гусинка, Куп'янський район Харківської області, затверджений рішенням сесії Гусинської сільської ради.

## Опис прапора
Квадратне полотнище з вміщеними на ньому кольорами і фігурами малого герба.